# 21402 Шаньхуан
21402 Шаньхуан (21402 Shanhuang) — астероїд головного поясу, відкритий 20 березня 1998 року.
Тіссеранів параметр щодо Юпітера — 3,582.